# Biron, Pyrénées-Atlantiques
Biron är en kommun i departementet Pyrénées-Atlantiques i regionen Nouvelle-Aquitaine i sydvästra Frankrike. Kommunen ligger i kantonen Lagor som tillhör arrondissementet Pau. År 2022 hade Biron 607 invånare.

## Befolkningsutveckling
Antalet invånare i kommunen Biron
| Referens: INSEE |